# Trojan Bacsila
Trojan Bacsila, rumänisch: Traian Băcilă, (* 23. Dezember 1867 in Caransebeș; † 10. Juni 1931 in Wien) war ein k. u. k. Generalmajor rumänischer Herkunft.

## Biographie

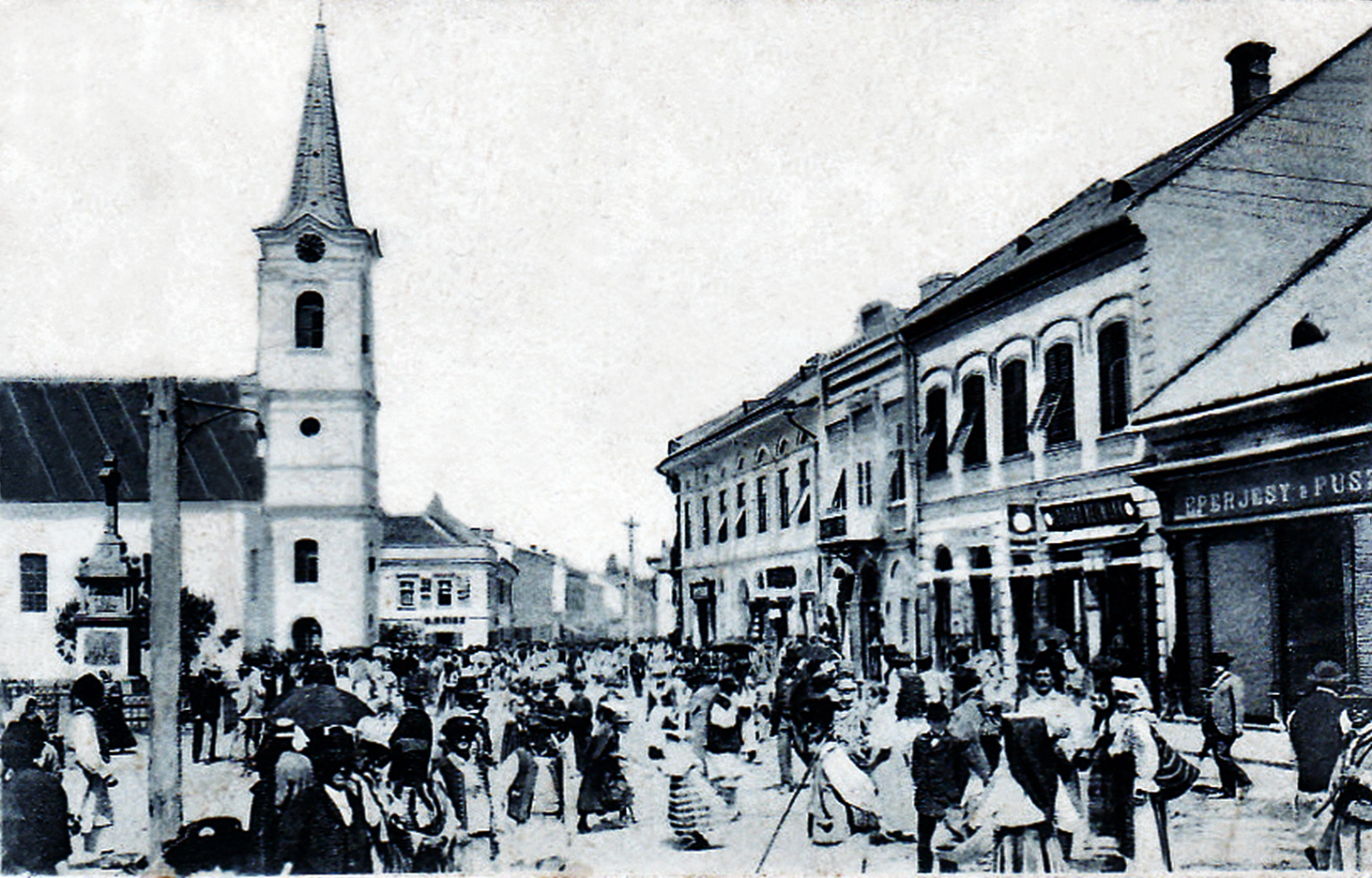
Caransebeș, Marktplatz und katholische Kirche

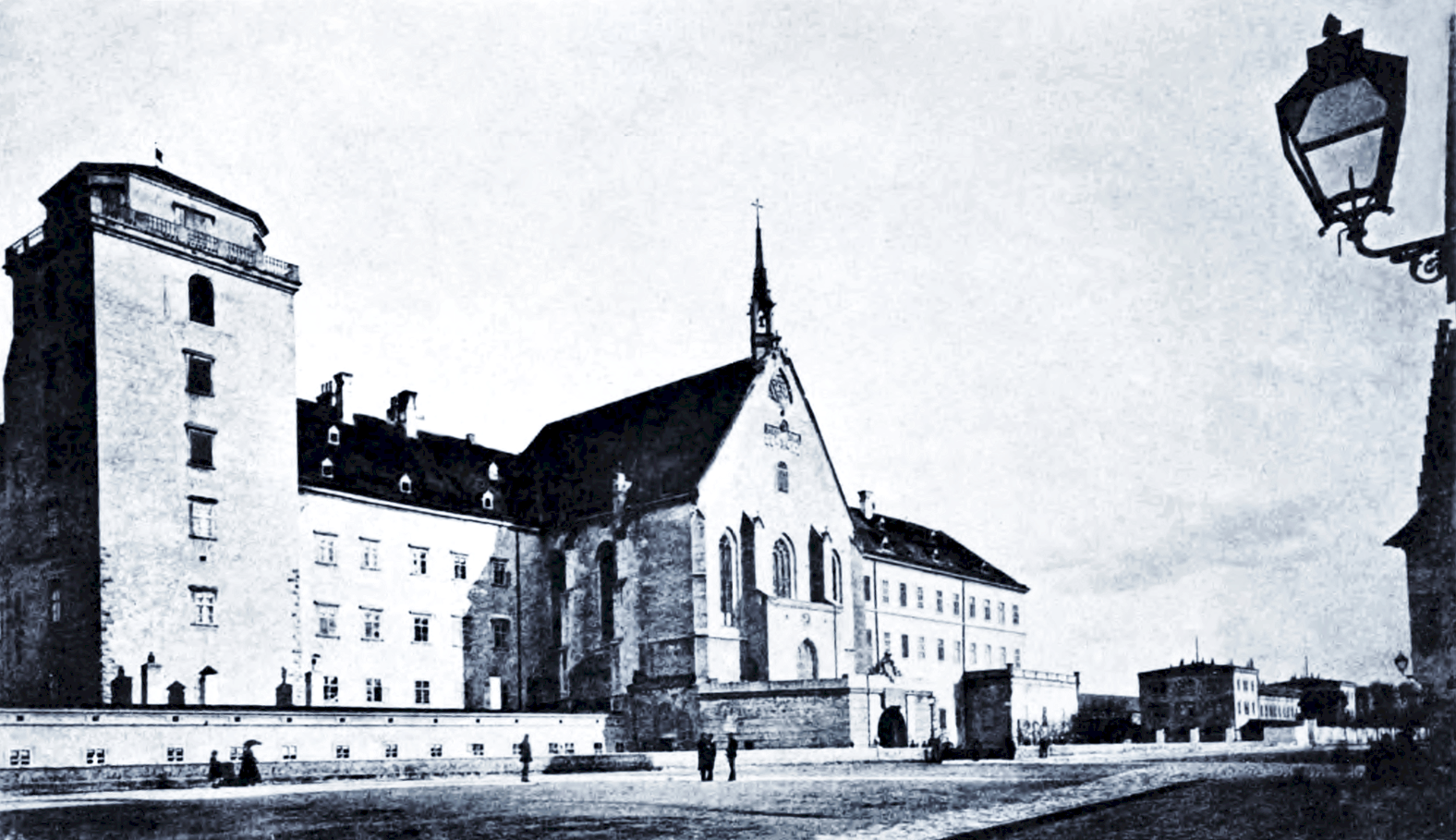
Theresianische Militärakademie vor 1870

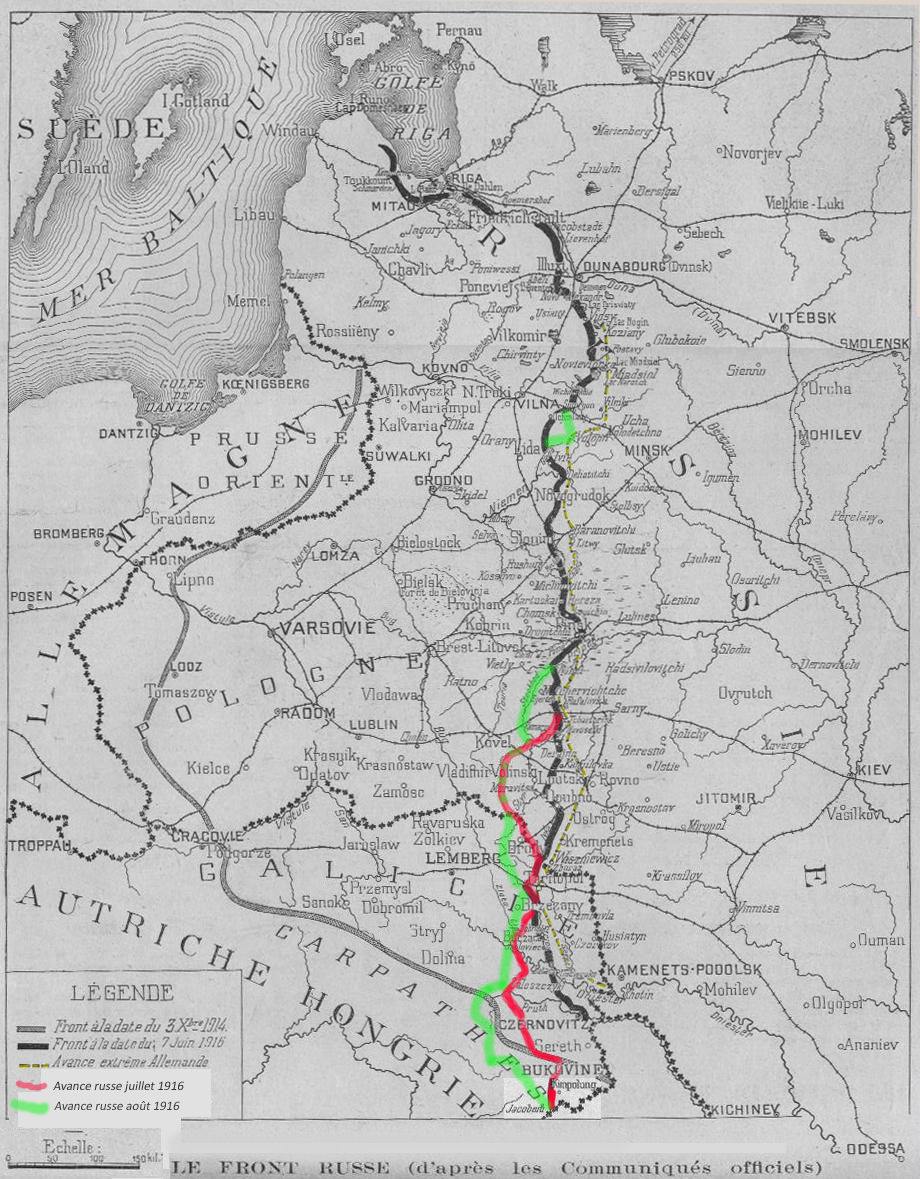
Brussilowoffensive

Trojan Bacsila, Sohn eines verstorbenen k. u. k. Oberleutnants bei der Militärgrenze, trat aus der Militär-Oberrealschule zu Mährisch Weißkirchen im Jahre 1885 in die Theresianische Militärakademie in Wiener Neustadt ein, wurde 1888 als Leutnant zum ungarischen Infanterieregiment Kaiser Leopold II. Nr. 33 ausgemustert, am 1. Mai 1892 zum Oberleutnant befördert, dem Generalstab zugeteilt und zum Ungarischen Infanterieregiment Freiherr von Schikofsky Nr. 83 transferiert.
Im Jahr 1900 avancierte er zum Hauptmann 1. Klasse im Generalstabskorps im 12. Infanteriekorps in Hermannstadt und wurde am 1. Mai 1907 Major und Generalstabschef der 27. Infanteriedivision. Im Jahr 1909 wurde er Kommandeur des Königlich Bulgarischen Militärverdienstordens (bewilligt am 24. Oktober des Jahres).
Bascila rückte am 3. Jänner 1914 zum Oberst und Kommandanten des Infanterieregiments Ernst Freiherr von Loudon Nr. 29 in Wien und Nagybecskerek vor. Der Offizier wurde sodann Oberst-Brigadier der Infanteriebrigade Nr. 61 im Armeekorps Nr. 5 unter Feldmarschallleutnant Ferdinand Ritter von Goglia. Während des Ersten Weltkriegs befahl Generaloberst Freiherr von Böhm-Ermolli Ende Juli 1916 die Reserven des V. Korps, das Infanterieregiment Nr. 72 und Teile des Infanterieregiments Nr. 44 unter Oberst-Brigadier Bacsila, nach Troscianiec. Er sollte das Korps auf der rechten Flanke in der anstehenden Schlacht bei Zalosce (4. bis 8. August) unterstützen, während nunmehr die nächst der Bahnlinie Brody-Lemberg stehende Armeereserve (das Infanterieregiment Nr. 12 und drei Bataillone des Infanterieregiments Nr. 3) hinter die 31. Infanteriedivision rückte. Auf dem rechten Flügel des 5. Korps kam der am Tage zuvor angeordnete Vorstoß der Brigade Oberst Bascila, nun mit den Infanterieregimentern Nr. 32 und Nr. 12, auf Hnidawa und Ratyszcze nicht zur Durchführung. Es sollte das Eingreifen der von Lemberg nach Zloczów und nach Zborów anrollenden deutschen 197. Infanteriedivision abgewartet werden und später eingesetzt werden.
Der Träger des Ordens der Eisernen Krone 3. Klasse (KD.), des Militärverdienstkreuzes 3. Klasse (KD.) und des Eisernen Kreuzes 2. Klasse wurde in Anbetracht seiner militärischen Leistung am 1. August 1917 (Rang vom 2. September des Jahres) zum Generalmajor und Kommandanten der 144. Infanteriebrigade befördert.
Der General wurde nach Zusammenbruch der Monarchie am 1. Januar 1919 pensioniert, kehrte jedoch nicht in seine Heimat zurück, sondern blieb aus familiären Gründen in Wien, wo er auch verstarb. Seine Frau Adele, eine Lehrerin, schrieb das Buch „Anstandslehre und Haushaltskunde“ (1910). Eines seiner Kinder war Erwin (* 27. Januar 1910 in Budapest; † 3. März 1982 in Wien), hochdekorierter (unter anderem das Ritterkreuz des Eisernen Kreuzes und das Deutsche Kreuz in Gold) Luftwaffenmajor im Zweiten Weltkrieg.